# 董海川
董海川（1797年—1882年），原名董明魁，直隶省順天府文安县朱家塢村人，清朝武术家，八卦掌拳术的创始人。

## 生平
董海川的生平及創拳經過，經過後世的傳說潤飾，充滿神話色彩，很難得知真假。在他死後，其弟子於1883年（光緒九年）立的碑銘，是目前最早的文字記錄，是較為可靠的記載。其再傳弟子在1982年再立一墓誌銘。內容與碑銘又有所不同。

### 幼好拳術
董海川原名董明魁。其父名董守業，務農為生，生有三子，長子董德魁，次子董明魁，三子董武魁。少时家貧，但喜愛武术、田獵，個性剛直，力氣過人，擅長羅漢拳、二郎拳，精通各式兵械，以武藝聞名鄉里。

### 壯遊創拳
他在咸豐年間，離開家鄉。根據韓慕俠、高義盛一派的傳說，董海川在安徽九华山得遇道士畢澄霞（一說為雲盤老祖）傳授其技，创立了八卦掌。這個說法並不被其他人所接受，但是他曾經受到道教儀式中的步法啟示，即是可以肯定的，也因此他的拳術充滿了道士的色彩。

### 王府當差
董海川離家出走後，成為太监。最後到了北京肅親王府當差（一說為睿親王府）。董海川因为一个偶然的机会为人所知，其武術了得，旗人全凱亭求為弟子。因為他的武藝，升任七品首领职，名氣逐漸在京城中傳開。
他当太监的原因，人言各殊。
1. 一说是因為躲避命案，自己阉割而成太监[5]；
2. 一说是捻军或太平軍派至清廷当卧底者[6]；
3. 一说是由于练八卦掌需挟裆，容易引起性欲，影响练功而自阉[7]。

清朝太監管理甚嚴，太監淨身，多在十五至二十歲之間，不允許私自淨身，且需先向禮部登記，經內務府查驗後才可進宮。所以董海川中年自閹說法，與清朝法制不符，可能性較低。根據其碑銘：「不意中年蹈司馬公（即司馬遷）之故轍，竟充宦官。」，可能是因為受宮刑，而成為宦官。

### 教徒授藝
董海川最早是以轉掌為名，在王府中傳武術給王公貴族。因為聲名日盛，北京城內外許多武術中人，向他公開挑戰，皆嚐敗績。如精于羅漢拳的尹福，擅長摔跤的程廷華，善用腿的史計棟等人，相繼敗在董海川手下，求為弟子，他的武術於是在北京城內外流傳。
此後，董海川以易經道理加入拳術之中，改稱為八卦掌。
因年事漸高，同治十三年（1874年），他從肅王府告老退休，遂在北京設館授徒。他择徒标准很严，而且因材施教，因此使得八卦掌形成了许多不同特色的流派。
據稱董海川壽享高齡，臨歿昏惘，仰臥床上，兩手仍作換掌式，直至氣絕。

## 弟子傳人
董氏傳人眾多，其墓已遷至北京西郊，重修一新。據萬安公墓董海川墓誌銘所載有六十七人，著名的有尹福、程廷華、馬維祺、史計棟、宋長榮、宋永祥、魏吉祥、樊志涌、谷步雲、劉寶真、梁振蒲、劉鳳春、司元功等。
未列入碑文的弟子有：全凱亭、阮古珍、梁世珍、賈岐山、張懷山、香林、吳茂亭、李雲貴、梁樂、張占魁等人。